# Óscar Vega
Óscar Vega Sánchez (ur. 27 czerwca 1965 w Vitorii-Gasteiz) – hiszpański bokser.
Uczestniczył w letnich igrzyskach olimpijskich w 1992 roku, przegrał w pierwszej rundzie w wadze koguciej z Remigio Moliną.